# Le Routard (film)
Pour les articles homonymes, voir Le Routard.
Pour plus de détails, voir Fiche technique et Distribution.
Le Routard est un film réalisé par Philippe Mechelen sorti le 2 avril 2025.

## Synopsis
Yann n'a qu'un seul rêve dans la vie : voyager. Alors, quand il entend dire que le fameux guide du Routard recrute des gens pour faire le tour du monde, il se présente immédiatement à l'entretien et se fait embaucher. Sa première mission : Marrakech, 40 adresses à vérifier en 5 jours. Mais Yann a oublié de mentionner un petit détail lors de son entretien : il n'a jamais voyagé de sa vie. Ce qui lui semblait être au premier abord le "meilleur job du monde" va se révéler beaucoup moins idyllique que prévu...

## Fiche technique
- Titre original : Le Routard
- Réalisation : Philippe Mechelen
- Scénario :   Philippe Mechelen
- Décors : Pierre Renson
- Costumes : Isabelle Mathieu
- Photographie : Stéphane Le Parc
- Production : Ahmed Louati, François Mergier et Antoine Morand
- Sociétés de production : White and Yellow Films et Studiocanal
- Société de distribution : Studiocanal
- Budget : 14,2 millions d'euros
- Pays de production :  France
- Langue originale : français
- Format : couleur
- Genre : aventures, comédie
- Durée : 85 minutes
- Dates de sortie :
  - France : 2 avril 2025

## Distribution
- Hakim Jemili : Yann Tatin
- Christian Clavier : Karol Kowalski
- Michel Blanc : Dr Charoux
- Manon Azem : Sofia Berrada
- Philippe Lefebvre : Marc-Aziz Garnier
- Alice Taglioni : Marie-Nesrine Garnier
- Medi Sadoun : Mounir
- Fred Testot : Boris
- Youssef Hajdi : inspecteur Slimane
- Jérôme Pouly : Bruno Bubard
- Damien Carlet : Patrick Poulard, dit Le Dogue
- Céline Groussard : Corine Bubard
- Martin Jouve : Karol Kowalski jeune
- Yann Papin : Régis
- Aude Gogny-Goubert : Frida
- Philippe Gloaguen : lui-même
- Mickael Muzelet : le touriste à la glace (voix)
- Mahdi Alaoui : Ali

## Production

### Attribution des rôles
Le rôle principal est tenu par Hakim Jemili.
Il s'agit de l'avant-dernier film tourné par Michel Blanc, mort le 3 octobre 2024. Il y retrouve Christian Clavier, près de 18 ans après Les Bronzés 3 ainsi qu'Hakim Jemili 5 ans après Docteur ?.
Philippe Gloaguen, cofondateur et directeur de publication du Guide du routard, y incarne son propre rôle.

### Tournage
Le tournage a lieu du 11 décembre 2023 au 29 février 2024[Où ?].